# Marcus Lee
Marcus Andrew Lee (San Francisco, California, 14 de septiembre de 1994) es un baloncestista estadounidense que pertenece a la plantilla del Wilki Morskie Szczecin de la PLK polaca. Con 2,06 metros de estatura, juega en la posición de ala-pívot. 

## Trayectoria deportiva

### Universidad
El 18 de octubre de 2012, Lee se comprometió para jugar en la Universidad de Kentucky. Se unió a Julius Randle, los gemelos Andrew Harrison y Aaron Harrison, James Young y Dakari Johnson como uno de los seis futuros jugadores de los Wildcats seleccionados en el McDonald's All-American Game y el Jordan Brand Classic de 2013. Allí jugó tres temporadas, en las que promedió 3,9 puntos y 3,6 rebotes por partido.
En junio de 2016 fue transferido a los Golden Bears de la Universidad de California, donde, tras cumplir el año en blanco que impone la NCAA, jugó su última temporada como universitario, en la que promedió 11,4 puntos, 7,2 rebotes y 1,6 tapones por partido.

### Profesional
Tras no ser elegido en el Draft de la NBA de 2018, jugó las Ligas de Verano de la NBA con Cleveland Cavaliers, donde en siete partidos promedió 6,1 puntos y 4,7 rebotes. El 15 de agosto firmó contrato con los Miami Heat. Fue despedido el 7 de octubre, antes el comienzo de la temporada.
En agosto de 2020, se compromete con el Vanoli Cremona de la Lega Basket Serie A, la primera categoría del baloncesto italiano.
El 4 de julio de 2021, firma por el Yalova Group Belediyespor Basketbol de la liga turca.
El 2 de junio de 2022, se compromete con los Leones de Ponce para disputar la Baloncesto Superior Nacional, cubriendo la baja de Marvin Jones.
El 30 de julio de 2022, firma por el Bàsquet Manresa en la Liga Endesa.
El 16 de noviembre de 2022, firma por el Melbourne United en la National Basketball League (Australia). El 8 de febrero de 2023 fichó por el Pallacanestro Reggiana de la Lega Basket Serie A.
El 22 de junio de 2023 firmó con los Tasmania JackJumpers de la NBL Australia.
El 9 de agosto de 2024 firmó con Melbourne United para la temporada 2024-25 de la NBL y regresó al equipo para una segunda etapa.
El 24 de marzo de 2024 fichó por el Wilki Morskie Szczecin de la PLK polaca.